# Falkenstein (Nadrenia-Palatynat)
Falkenstein – miejscowość i gmina  w Niemczech, w kraju związkowym Nadrenia-Palatynat, w powiecie Donnersberg, wchodzi w skład gminy związkowej Winnweiler.

## Współpraca
Miejscowość partnerska:
- Falkenstein, Bawaria
- Falkenstein/Vogtl., Saksonia